# 쇠뒤쥐
쇠뒤쥐(학명:Sorex gracillimus)는 땃쥐과에 속하는 포유류이다. 다 자란 쇠뒤쥐는 몸무게 1.5~5.3g, 몸길이는 4.7~6.0 cm, 꼬리는 4~5 cm 정도이다. 이 종은 조선민주주의인민공화국 동북 지역과 홋카이도 그리고 쿠릴 열도를 포함한 러시아 극동 지역에 분포한다.

## 아종
- Sorex gracillimus gracillimus
- Sorex gracillimus granti
- Sorex gracillimus hyojironis
- Sorex gracillimus minor
- Sorex gracillimus natalae

## 같이 보기
- 한국의 포유동물